# Échangeur de Gouy
Pour les articles homonymes, voir Gouy.
L'échangeur de Gouy est un échangeur de Belgique entre l'A15 (E42) et le R3. Il est de type moulin à vent. Les trois directions vont, en partant de l'ouest, vers Mons, Beaumont et Liège.